# Da Paz
Da Paz é um bairro do município brasileiro de Manaus, capital do estado do Amazonas. Localiza-se na Zona Centro-Oeste da cidade.  De acordo com estimativas da Secretaria de Desenvolvimento Econômico, Ciência, Tecnologia e Inovação do Amazonas (SEDECTI), sua população era de 17 961 habitantes em 2017.

## História
No início da década de 80, uma nova área pela via ilegal da invasão viria marcar o processo de crescimento da cidade com o surgimento do que viria a ser posteriormente denominado bairro "Da Paz", a partir de uma área verde anteriormente pertencente ao conjunto Santos Dumont, que atualmente faz parte do bairro, porém naquela época pertencia oficialmente ao bairro de Flores.
Situado na zona centro-oeste, nas extremidades do bairro da Redenção, do conjunto Hiléia I e do loteamento Santos Dumont, este último mais conhecido como Parque Eduardo Gomes ou "Eduardinho" (pertencentes ao bairro Redenção); dos conjuntos Jardim Juruá e Canaã (pertences ao bairro Alvorada) e também dos loteamentos Eduardo Gomes, Jurema e Vila da Paz III, além do conjunto Santos Dumont (que oficialmente pertencem ao próprio bairro Da Paz); Não esquecendo do bairro de Flores (pela Avenida Torquato Tapajós) e também do bairro Tarumã (pela Floresta Eduardo Gomes). Está próximo ao centro geográfico da cidade, segundo dados do Implurb (Instituto Municipal de Planejamento Urbano).
Durante as décadas de 1990 e 2000, o bairro Da Paz ganhou estrutura urbana, com serviços de água encanada, energia, telefone, TV a cabo, internet banda larga e pavimentação, diferente do que era no princípio, em que boa parte de sua área era constituída de altos e baixos, em que se podia notar barracos poucos convencionais e fugindo de qualquer regra arquitetônica, cobertos de lonas e papelão ocupados por famílias que não tinham um lugar para morar. Em contraste à área de invasão, fazem parte também do bairro diversos condomínios fechados ali situados e também o conjunto Santos Dumont (lançado inicialmente como Parque das Seringueiras), inaugurado em 1981, muito antes da criação oficial do chamado bairro Da Paz. Em 1996, a partir do reordenamento da cidade feito pela Prefeitura de Manaus, o conjunto Santos Dumont deixou de pertencer ao bairro de Flores e foi incorporado ao bairro Da Paz, juntamente com todos os outros condomínios ali situados.
A exemplo da maioria dos habitantes de Manaus, os primeiros habitantes do bairro Da Paz também eram oriundos do interior e de outros estados.
No campo da diversidade religiosa, conta com 27 templos agregando católicos, evangélicos e um centro de umbanda. A infra-estrutura do bairro possui escolas públicas estaduais e municipais, dois centros médicos (UBS Santos Dumont e UBS Bairro da Paz), associação de bairro e uma feira comunitária gerando empregos diretos e indiretos para os próprios comunitários. Atualmente o bairro encontra-se em franca expansão comercial, com abertura de estabelecimentos comerciais de peso, tais como supermercados, academias, panificadoras, restaurantes, escolas privadas, instituições de ensino superior, concessionárias de veículos, postos de gasolina, um centro empresarial, alguns centros e galerias comerciais, pizzarias, e também rede de fast-foods.
Sua festa de aniversário acontece no dia 23 de outubro e sempre regada com muita festa organizada pelos moradores mais antigos.

## Transportes
As linhas de ônibus do bairro Da Paz são operadas pelas empresas Via Verde Transportes Coletivos e Viação São Pedro. As linhas que atendem o bairro são: 202(Viação São Pedro), 203(Via Verde Transportes Coletivos), 215(Via Verde Transportes Coletivos) e 217(Via Verde Transportes Coletivos). As linhas 014 (Viação Rondônia), 016(Viação Rondônia), 208(Via Verde Transportes Coletivos) e 450(Viação São Pedro) também adentram em algumas ruas no conjunto Santos Dumont.